# لوسيا جويس
لوسيا جويس (بالإيطالية: Lucia Joyce)‏ هي كاتِبة إيطالية، ولدت في 26 يوليو 1907 في ترييستي في إيطاليا، وتوفيت في 12 ديسمبر 1982 في نورثامبتون في المملكة المتحدة.

## وصلات خارجية
- لوسيا جويس على موقع ميوزك برينز (الإنجليزية)